# 他是我兄弟 (大愛劇場)
《他是我兄弟》是一部描寫王盈盛、林允柱、陳健三真實人生的電視劇，共10集，於2014年12月29日至2015年1月9日在大愛電視《長情劇展》時段（台灣時間星期一至星期五晚上22:00）播放。

## 播出時間

### 首播
| 頻道                            | 所在地 | 播映日期                     | 播出時間            |
| ------------------------------- | ------ | ---------------------------- | ------------------- |
| 大愛電視台 （數位頻道同步播出） | 台灣   | 2014年12月29日－2015年1月9日 | 週一至週五12:30播出 |
| 大愛海外台 （數位頻道同步播出） | 台灣   | 2014年12月29日－2015年1月9日 | 週一至週五12:30播出 |

### 重播
| 頻道                            | 所在地 | 播映日期                      | 播出時間            |
| ------------------------------- | ------ | ----------------------------- | ------------------- |
| 大愛電視台 （數位頻道同步播出） | 台灣   | 2014年12月29日－2015年1月9日  | 週一至週五22:00播出 |
| 大愛電視台 （數位頻道同步播出） | 台灣   | 2014年12月30日－2015年1月10日 | 週二至週六02:00播出 |
| 大愛海外台 （數位頻道同步播出） | 台灣   | 2014年12月29日－2015年1月9日  | 週一至週五22:00播出 |
| 大愛海外台 （數位頻道同步播出） | 台灣   | 2014年12月30日－2015年1月10日 | 週二至週六00:00播出 |

## 演員列表
| 演員   | 角色   | 介紹 | 登場集數 |
| 周詠軒 | 王盈盛 | 因不良於行顯得憂鬱沈默，後來找到自信才變得開朗。 |          |
| 柯淑勤 | 王母   | 是個非常傳統，節儉勤勞，主內又主外的媽媽。她不善表達對子女的愛，總是用叨唸或是責備表示關心。 |          |
| 黃瑄   | 王姿雅 | 個性開朗，做事決定明快，通情達禮，只是性子比較急，明明孝順極了，但還是有時候會跟媽媽鬧意見。 |          |
| 朱永德 | 林允柱 | 70歲左右，曾是台灣工業化過程的中間份子，曾主持功學社設廠等工作，以總經理身份退休，很喜歡在環保站工作不必用太多腦力的操作，覺得很放鬆。他閒時除了在環保站跟朋友談笑做工作以外，還喜歡畫畫，後來被惠珠吸收去做人文真善美，負責電子攝影的工作。他是個有智慧的長者，很擅長開導別人，總讓盈盛聯想到自己的阿公。 |          |
| 唐川   | 陳健三 | 70歲左右，職業傷害退休前在做鐵漿模具鑄造，成日與火為伍，脾氣比較急躁，他以前有很多朋友，有時候會互相幫忙相挺打架，顯得比較兄弟氣。來慈濟以後他自動戒煙戒酒戒賭，並和盈盛結為忘年之交。 |          |
| 黃雅敏 | 黃惠珠 | 慈濟人文真善美志工，個性關懷溫暖，熱心助人，是安南環保站的精神維繫人，也是盈盛進步一路走來的見證人。 |          |

## 外部連結
- 官方網站

| 大愛電視台 十點檔（週一至週五晚上22:00）節目 | 大愛電視台 十點檔（週一至週五晚上22:00）節目 | 大愛電視台 十點檔（週一至週五晚上22:00）節目 |
| -------------------------------------------- | -------------------------------------------- | -------------------------------------------- |
|                                              | 他是我兄弟 （2014年12月29日－2015年1月9日）  |                                              |
| 不能沒有妳 （2014年12月8日－2014年12月26日） | 三寶要回家 （2015年1月12日－2015年1月23日）  |                                              |